# Cadlina pellucida
Cadlina pellucida is een slakkensoort uit de familie van de Cadlinidae. De wetenschappelijke naam van de soort werd voor het eerst geldig gepubliceerd in 1826 door Risso.